# Electric (Pet Shop Boys)
Electric is het twaalfde studioalbum van de Pet Shop Boys. Het album is in Londen, Berlijn en Los Angeles opgenomen met producer Stuart Price en is verschenen op 12 juli 2013. Electric is het eerste album dat de Pet Shop Boys uitbrengen na hun vertrek bij het label Parlophone, waar ze 28 jaar onder contract stonden. Zowel dit vertrek als de release van het nieuwe album is op 14 maart 2013 op de officiële website aangekondigd. Electric verschijnt op Pet Shop Boys' nieuwe, zelf opgerichte label x2, via Kobalt Label Services.

## Achtergrond
Toen het album Elysium in september 2012 verscheen, kondigden de Pet Shop Boys al aan dat de opnames voor het volgende album ver gevorderd waren. Elysium bevat weinig up-tempo-tracks; Electric is sterk dance-georiënteerd. De release van het album valt samen met een gelijknamige wereldtour in het voorjaar van 2013.
Componist Michael Nyman meldt 20 maart op Facebook dat hij een ontmoeting met de Pet Shop Boys heeft gehad en 'hun nieuwe single' heeft gehoord. Het nummer Love is a bourgeois construct is gebaseerd op het nummer Chasing Sheep Is Best Left To Sheperds uit de Britse film The Draughtsman's Contract uit 1982, waarvoor Nyman de muziek schreef.
Tijdens het eerste concert van de Electric-tour, op 22 maart in Mexico, gaan twee nieuwe nummers in première: Axis en The last to die. Het laatstgenoemde nummer is een cover van Bruce Springsteen. Op de officiële site worden beide tracks bevestigd als nummers van het album Electric. De volledige tracklisting (zie onder) wordt op 30 april wereldkundig gemaakt. Die dag verschijnt ook het nummer Axis als download.
Tijdens de Electric-tour gaan meer nummers van het nieuwe album in première, zoals Love is a bourgeois construct en Thursday, waarop rapper en zanger Example is te horen. De concerten worden afgesloten met het nieuwe nummer Vocal, dat meteen populair is.
Op 30 mei draait deejay Armin van Buuren in zijn programma 'A State Of Trance' een instrumentale remix van Vocal. Kort daarop volgt het bericht dat het nummer de eerste (echte) single van het album is. Op 18 juni verschijnt de videoclip van de radio-edit op YouTube. Na een digitale single-release verschijnt op 29 juli ook een fysieke cd-single van Vocal, gevuld met remixes.
Als tweede single van het album verschijnt Love is a bourgeois construct. Het nummer komt uit op 2 september 2013; op die dag komen komen twee download-bundles uit, op 30 september volgt een cd-single. Naast diverse remixes staan er ook twee nieuwe bonustracks op: Entschuldigung! en Get it online.
De aankondiging van de derde single volgt op 30 september. De keuze valt op Thursday, een nummer waarop de Engelse rapper Example meedoet. Dezelfde dag wordt de radio-edit op YouTube gepresenteerd. De videoclip is in Shanghai opgenomen. Thursday verschijnt op 4 november als download, op cd-single en 12-inch. Ook deze keer worden remixes vergezeld van twee nieuwe bonustracks: No more ballads en Odd man out.

## Tracklisting
1. Axis - (5:32)
2. Bolshy - (5:44)
3. Love is a bourgeois construct - (6:41)
4. Fluorescent - (6:14)
5. Inside a dream - (5:37)
6. The last to die - (4:12)
7. Shouting in the evening - (3:36)
8. Thursday (featuring Example) - (5:02)
9. Vocal - (6:34)

## Hitnoteringen

### NederlandseAlbum Top 100
| Hitnotering: 19-07-2013 t/m | Hitnotering: 19-07-2013 t/m | Hitnotering: 19-07-2013 t/m | Hitnotering: 19-07-2013 t/m | Hitnotering: 19-07-2013 t/m | Hitnotering: 19-07-2013 t/m | Hitnotering: 19-07-2013 t/m | Hitnotering: 19-07-2013 t/m | Hitnotering: 19-07-2013 t/m | Hitnotering: 19-07-2013 t/m | Hitnotering: 19-07-2013 t/m | Hitnotering: 19-07-2013 t/m | Hitnotering: 19-07-2013 t/m |
| Week:                       | 1                           | 2                           | 3                           | 4                           | 5                           | 6                           | 7                           | 8                           | 9                           | 10                          | 11                          | 12                          |
| --------------------------- | --------------------------- | --------------------------- | --------------------------- | --------------------------- | --------------------------- | --------------------------- | --------------------------- | --------------------------- | --------------------------- | --------------------------- | --------------------------- | --------------------------- |
| Positie:                    | 15                          | 19                          | 30                          | 47                          | 68                          | 89                          |                             |                             |                             |                             |                             |                             |